# Quillaja brasiliensis
Quillaja brasiliensis là một loài thực vật có hoa trong họ Quillajaceae. Loài này được (A.St.-Hil. & Tul.) Mart. miêu tả khoa học đầu tiên năm 1843.